# Phytomyptera johnsoni
Phytomyptera johnsoni là một loài ruồi trong họ Tachinidae.